# See How They Run
Mira cómo corren (originalmente titulada See How They Run) es una película estadounidense de misterio y comedia de 2022 dirigida por Tom George, escrita por Mark Chappell y producida por Damian Jones y Gina Carter. La película esta protagonizada por Sam Rockwell, Saoirse Ronan, Adrien Brody, Ruth Wilson, Reece Shearsmith, Harris Dickinson y David Oyelowo.
Mira cómo corren fue estrenada en cines por Searchlight Pictures en el Reino Unido el 9 de septiembre de 2022 y en Estados Unidos el 16 de septiembre. La película recibió críticas generalmente positivas de la crítica y ha recaudado 22 millones de $ en todo el mundo.

## Reparto
- Sam Rockwell como el inspector Stoppard[2]
- Saoirse Ronan como Constable Stalker[2]
- Adrien Brody como Leo Köpernick[3]
- Ruth Wilson como Petula Spencer[4]
- Reece Shearsmith como John Woolf[5]
- Harris Dickinson como Richard Attenborough[6]
- David Oyelowo como Mervyn Cocker-Norris[2]
- Charlie Cooper como Dennis el ujier[6]
- Shirley Henderson como Agatha Christie[6]
- Pippa Bennett-Warner como Ann Saville[7]
- Pearl Chanda como Sheila Sim[6]
- Paul Chahidi como Fellowes[6]
- Sian Clifford como Edana Romney[6]
- Jacob Fortune-Lloyd como Gio[6]
- Lucian Msamati como Max Mallowan[8]
- Tim Key como el comisionado Harrold Scott[9]

## Producción
La película se anunció en noviembre de 2020 como una película de misterio sin título de Searchlight Pictures, con Tom George a bordo para dirigir a partir de un guion de Mark Chappell. La filmación terminó en abril de 2021. Se reveló que el título sería Mira cómo corren en julio de 2021.

## Estreno
Mira cómo corren se estrenó en cines en el Reino Unido el 9 de septiembre de 2022, y en los Estados Unidos el 16 de septiembre. La película tenía originalmente una fecha de estreno para el 30 de septiembre en los Estados Unidos, pero se retrasó dos semanas debido a “la falta de un producto de estudio importante en el otoño”.

## Recepción

### Taquilla
Hasta el 14 de noviembre de 2022, Mira cómo corren ha recaudado 9,6 M$ en Estados Unidos y Canadá, y 12,4 en otros territorios, para un total mundial de 22 M$.
La película recaudó 1,1 M$ en su primer día y se estrenó con 3,1 M$ en 2404 cines, terminando 4.ª en taquilla. La película ganó 1,9 M$ en su segundo fin de semana y 1 M$ en el tercero.

### Respuesta crítica
En el sitio web de revisión y reseñas Rotten Tomatoes, la película obtuvo un índice de aprobación del 71% sobre la base de 131 reseñas, con una calificación promedio de 6.5/10. El consenso de los críticos del sitio web dice: Mira cómo corren puede que no se haga muchos favores al pedir comparaciones con Christie, pero sigue siendo un misterio divertido". En Metacritic, la película obtuvo un puntaje promedio de 60 sobre 100, basado en 40 críticas, lo cual indica "reseñas mixtas o promedio”. Las audiencias de CinemaScore le han dado una puntuación de "B–" en una escala de A+ a F.